# Рогозів Куток
Рого́зів Куто́к — гідрологічний заказник загальнодержавного значення в Україні. Розташований у межах Семенівського району Полтавської області, біля сіл Худоліївка і Новий Калкаїв. 
Площа 1600 га. Статус присвоєно 1996 року. Перебуває у віданні: Худоліївська с/р (1000 га), Наріжанська с/р (600 га). 
Статус присвоєно з метою охорони та збереження флори і фауни заплавних озер і стариць лівобережжя річки Сули, зокрема озера Судебське та довколишніх боліт, лук і лісів. 
Значні площі заказника займають високотравні болота (навколо водойм та посеред лучних ділянок на зниженнях). Вони представлені суцільними заростями, найчастіше очерету звичайного, а також рогозу вузьколистого та широколистого і куги озерної. По периферії цих угруповань зростає болотне різнотрав'я: підмаренник болотний, м'ята болотна, вербозілля звичайне. 
Птахів тут трапляється 187 видів. Це становить 62,5% від загальної кількості видів птахів, зафіксованих на території Полтавської області. Серед них відмічено 10 видів, занесених до Червоної книги України, 2 види, занесені до Європейського червоного списку та 22 регіональне рідкісних. Тут також водяться 33 види ссавців. Це — 50% від загальної кількості видів Полтавської області. Поширені видра, куниця кам'яна та лісова, ондатра, лисиця звичайна, кабан та інші. Загалом відмічено 4 види, занесені до Червоної книги України та 4 види занесені до Європейського червоного списку. 
Входить до складу Нижньосульського національного природного парку.